# Bremach
Bremach — полноприводные спецавтомобили, которые широко используются коммунальными службами разных стран мира для спасательных работ, пожаротушения и других операций в труднодоступных местах.
Производитель — компания Bremach Industry (Италия), которой удалось развернуть собственный бизнес на трёх континентах: Европа, Африка, Латинская Америка и в более чем в 30 странах мира.
В марте 2018 года Кассационный суд признал Bremach Industrie банкротом (источник: su bresciatoday.it, 23 maggio 2018, https://www.bresciatoday.it/economia/bremach-castenedolo.html)

## История Bremach

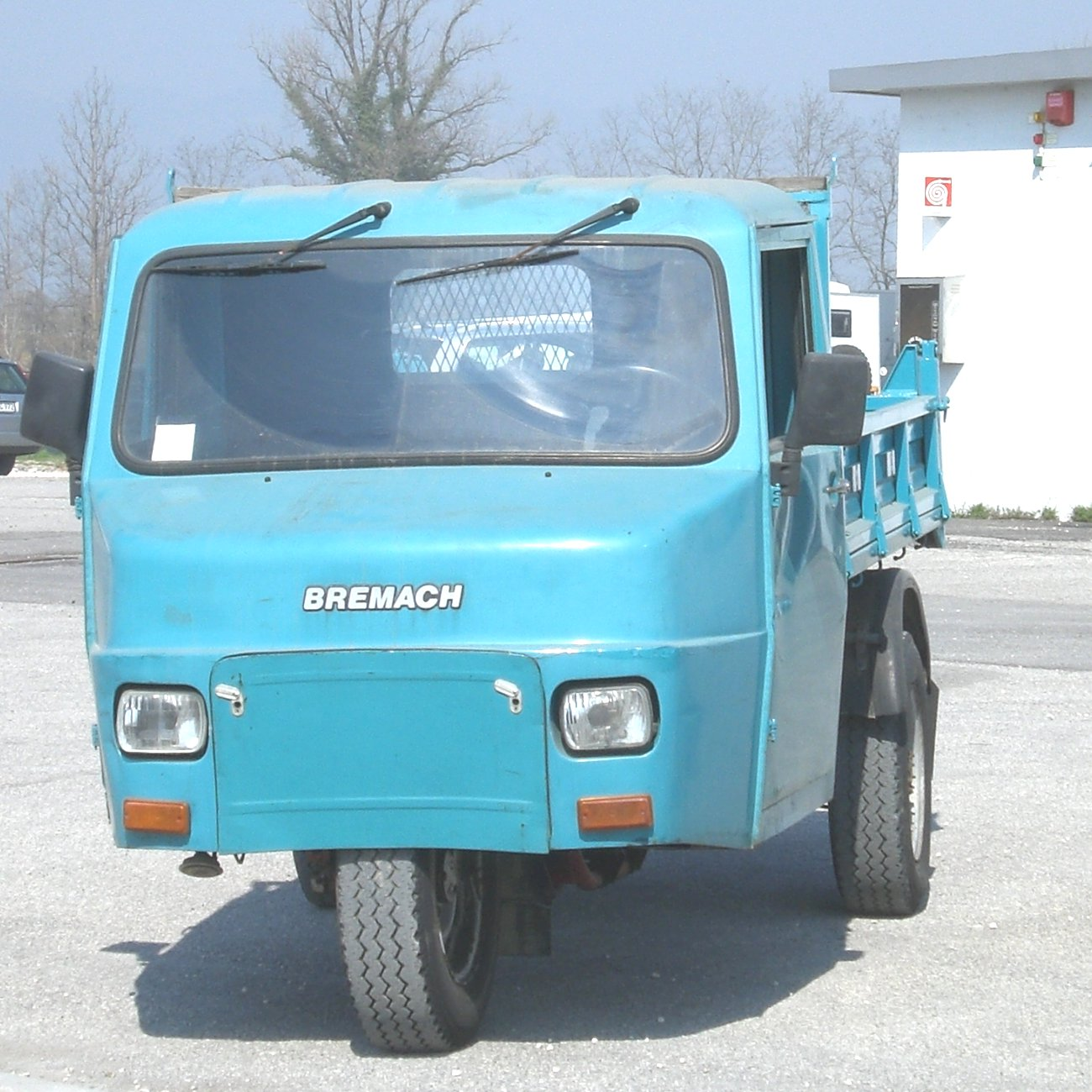
Macchi MB1 — первый мотокар Bremach

Компания Bremach Industry появилась в конце 50-х гг. XX века в городе Варезе на севере Италии. Она возникла в результате слияния двух небольших изготовителей 3-колесных грузовиков Fratelli Brenna и грузовых мотороллеров Aermacchi, из названий которых и было образовано сочетание Bremach. Из одного проекта Aeronautica Macchi, предприятия до сих пор очень востребованного на военном рынке, родилась идея создания трёхколёсного грузового автомобиля предназначенного для перевозок на короткие дистанции с экономичными эксплуатационными характеристиками и абсолютной надёжностью. В 70 гг. Bremach разработала проект транспортного средства с четырьмя ведущими колёсами.
Первое время выпускалось 6 моделей Bremach популярных в Италии 3-колесных грузовиков: Motocarro, GR, NGR. В 80-е гг. эту гамму сократили до одной 1,5-тонной машины ND3R.

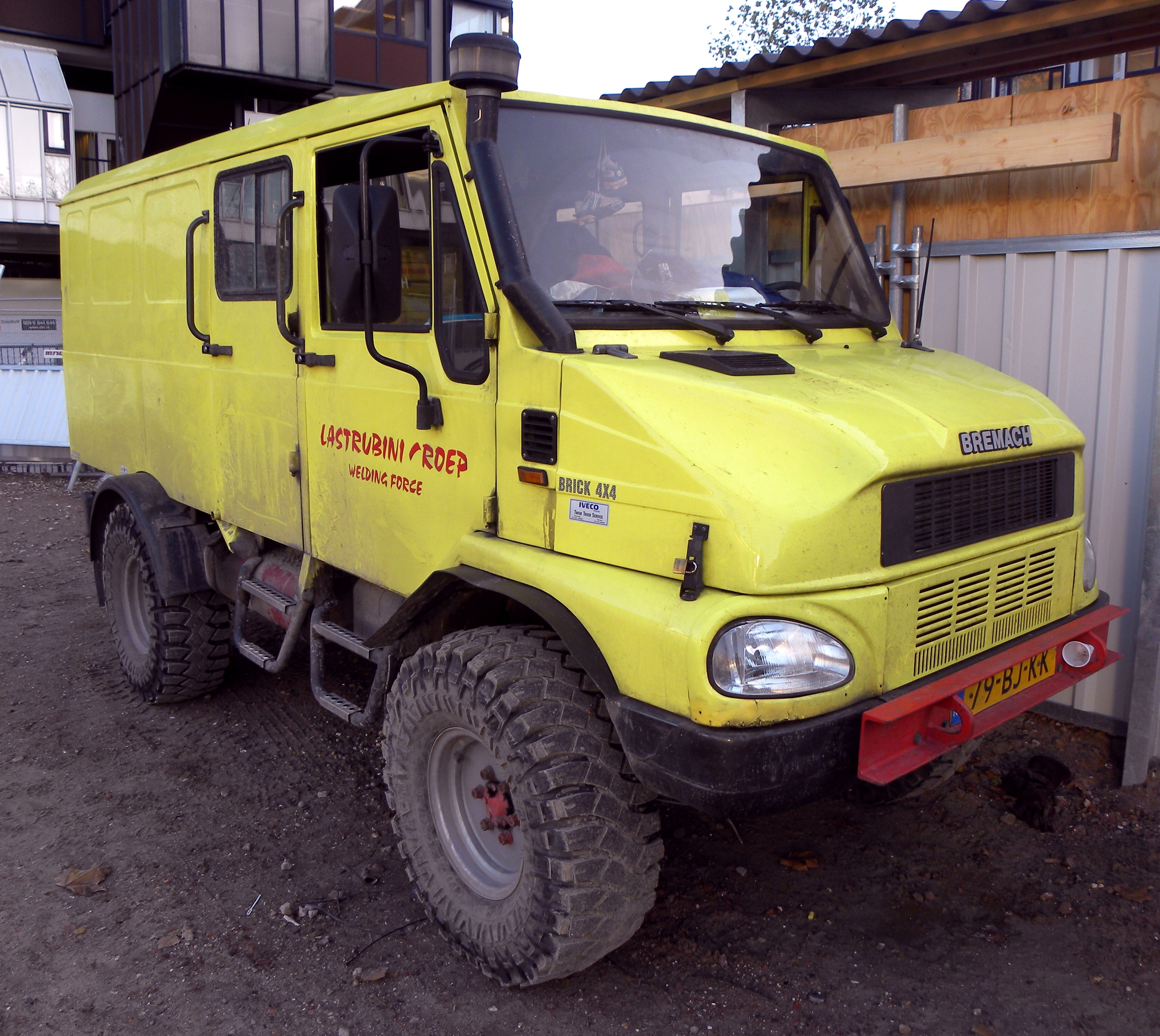
Iveco Bremach TGR 35.4

С 1983 г. фирма начала производство своих самых известных автомобилей серии GR (4x4). Она включает унифицированные многоцелевые полноприводные капотные машины GR35 и GR45 полной массой 3,5-4,5 с четырёхцилиндровым 2,5-литровым дизелем ИВЕКО (IVECO) мощностью 75 л. с. (с турбонаддувом — 103 л.с).
В 1993 г. был запущен выпуск низкорамных шасси BRIO (Брио) 4x2 с двигателем мощностью 75 л. с. для городского коммунального хозяйства. Габаритная высота (1820 мм) позволяла использовать их в низких закрытых помещениях.
К 2000 г. дела фирмы Bremach Industry пошли плохо, и было принято решение об объединении с компаниями Pro. DE и VALSELLA MECCANOTECNICA.
С 2001 г. по 2002 г. Bremach предлагает новое полноприводное семейство Extreme (Экстрим). В техническом отношении новые машины Bremach Brick и Extreme (4x4) практически не отличаются от прежней серии GR. Они по-прежнему комплектуются 2,8-литровым дизельным двигателем IVECO 8140.43 с непосредственным впрыском топлива и турбонаддувом, развивающим мощность 105 л. с. и соответствующим требованиям Euro-3.
В 2005 г. компания вошла в состав Fiat Group. Персонал Bremach был полностью обновлен на молодых энергичных инженеров, дизайнеров и менеджеров.

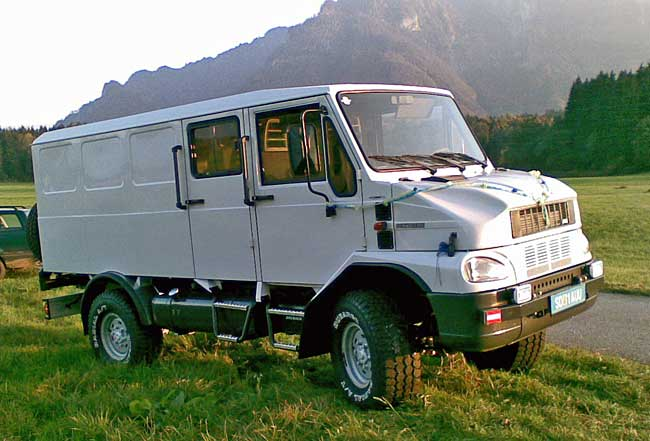
Bremach Job

С 2006 г. Bremach предлагает полностью модернизированный ряд автомобилей Brick, Extreme и Job с обновленными кабинами, имеющими обтекаемую переднюю облицовку с округлым пластмассовым капотом и характерными каплевидными стеклами фар. В техническом отношении Bremach Brick и Extreme (4x4) практически не отличались от прежней серии GR. Главное отличие шоссейных «работяг» от своих собратьев — в возможности комплектации пневмоподвесками и 146-сильным турбодизелем, позволяющими груженому автомобилю развивать скорость до 125 км/ч. Такие шасси облюбовали фирмы-создатели техники для полицейских и других силовых структур, а также карет скорой помощи.
С 2008 г. представлен новый Bremach T-REX, который заменил старый модельный ряд. Его особенность в трансмиссии, состоящей из базовой механической шестиступенчатой коробки передач ZF с двухступенчатой раздаточной коробкой, обеспечивающими до 24 передач вперед и четырёх назад. Подвеска машины состоит из неразрезных мостов на рессорах, а новая кабина T-REX является главной отличительной особенностью от предыдущих моделей, она имеет абсолютно новый дизайн, улучшенную обзорность и сверхпрочный пространственный каркас, который до этого использовался только в авиастроении и болидах Формулы 1.

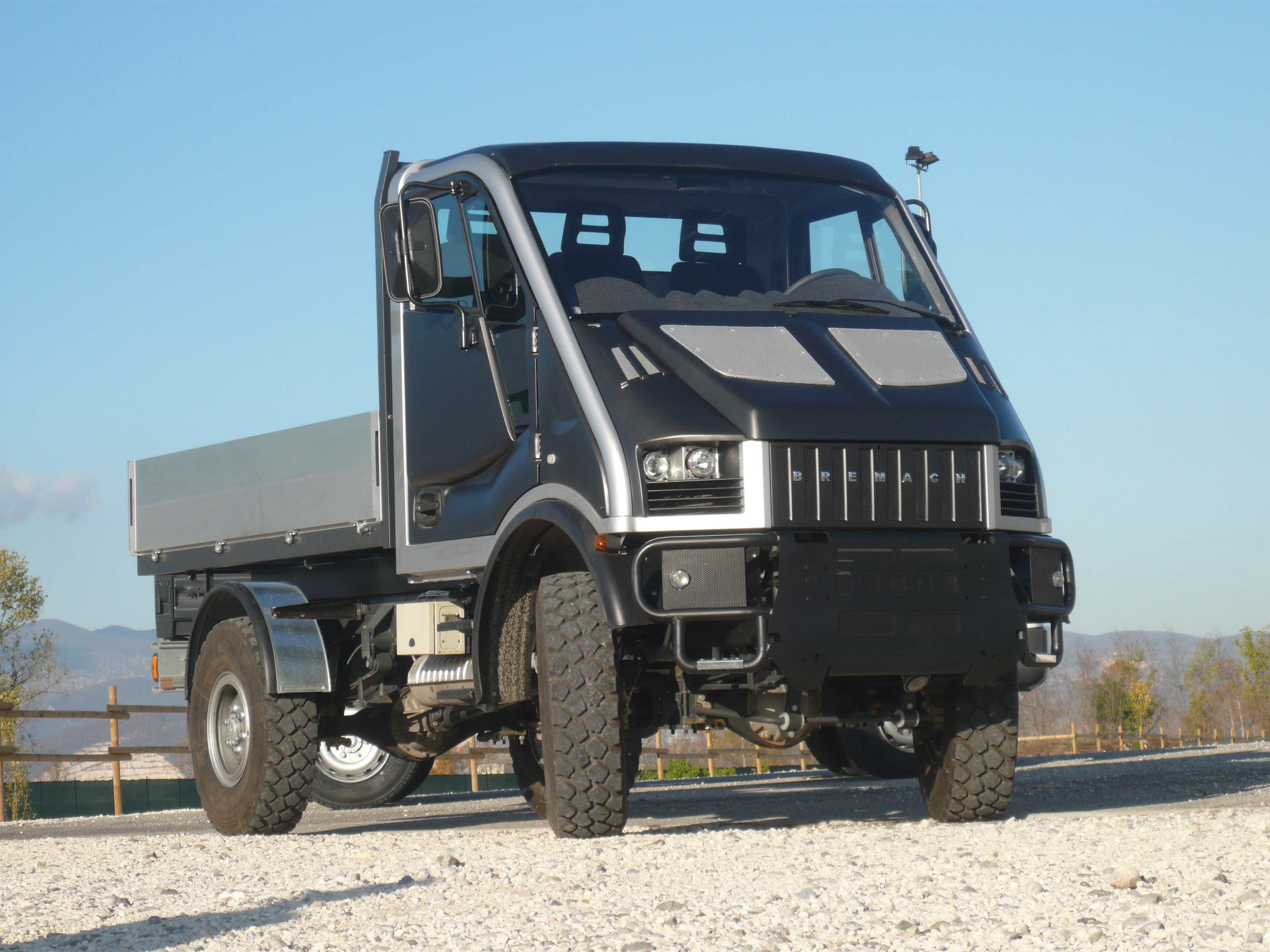
Версия для грузоперевозок

В 2009 г. Bremach Industry совместно с Ульяновским автомобильным заводом начала разработки нового спецавтомобиля на базе шасси Bremach — UAZ T-REX. Предполагалось, что автомобили UAZ T-REX повышенной проходимости грузоподъемностью до 3,5 т будут производиться под заказы конечных клиентов для нужд дорожно-строительного сектора, госструктур, а также в качестве аварийных спецавтомобилей для эксплуатации на технологических объектах в труднодоступных регионах. Насколько известно из достоверных источников, этот проект не получил дальнейшего развития.
В 2011 г. Bremach вновь заставили говорить о себе, выпустив демокар электромобиля Bremach T-REX EV. Каркас кабины — это уникальная структура, первая в мире она выполнена в виде «адаптивного пространственного каркаса», который укреплён сталью высокой прочности, способный противостоять нагрузкам 5+1 G. Сердцем T-REX является новаторская структура — трубчатый каркас небывалой прочности, который позволяет избежать любых трещин и деформаций, даже в случае очень сильных нагрузок. В Германии машины были подвержены тяжелым военным тестам (виртуальным и реальным), и им были присвоены необходимые для данной области сертификаты через KMW. Малые размеры и высокая грузоподъёмность электромобиля Bremach T-REX произвели переворот в области специального транспорта на международном уровне. Специально выполненный для Bremach этот проект используется сегодня только в аэрокосмических областях и в авиации.

## Bremach T-REX

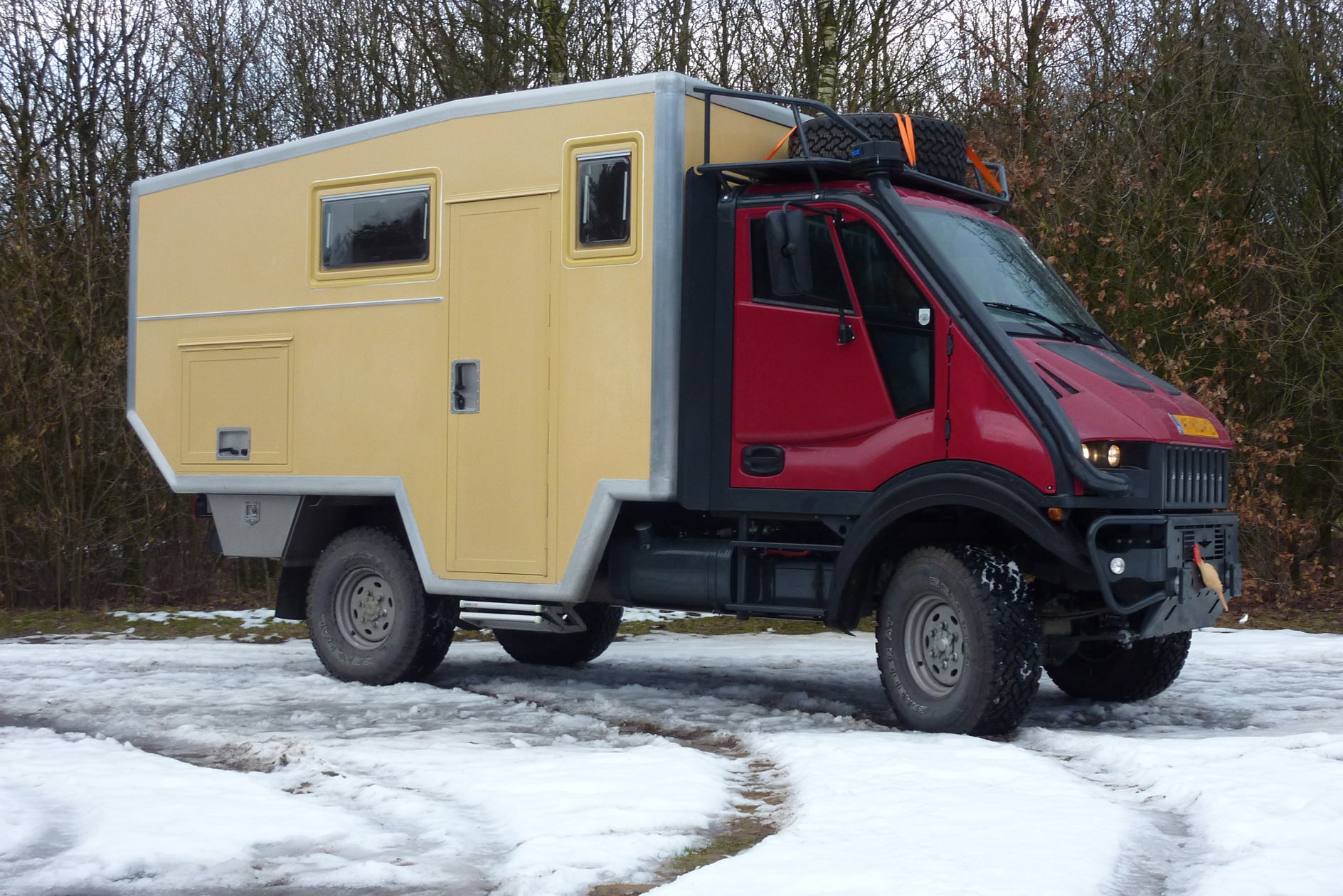
Bremach-автодом

Bremach T-REX считается многоцелевым грузовиком, он также может быть использован на «гражданке» для утилитарных целей — охота, рыбалка, путешествия и т. д. В настоящее время немного производителей могут предложить автомобиль с таким сочетанием внедорожного потенциала и комфорта, а в данной весовой категории (до 3,5 тонн, категория «В») у Bremach вообще нет конкурентов. В плане комфорта в автомобиле предусмотрены: круиз-контроль, кондиционер, электрические стеклоподъемники, регулируемые сиденья с амортизирующей подкачкой, центральный замок с дистанционным управлением и пр.
Bremach предлагает широкую гамму оборудования: от шасси, на которое можно поставить любой кузов, до машины полностью экипированной. Технические возможности и конструкция Bremach может быть адаптированы к любому требованию:
- Скорая помощь
- Пожарное оборудование
- Бортовой кузов
- Кузов-кемпинг
- Вахтовка
- Мастерская
- Эвакуатор
- Отвал для уборки снега

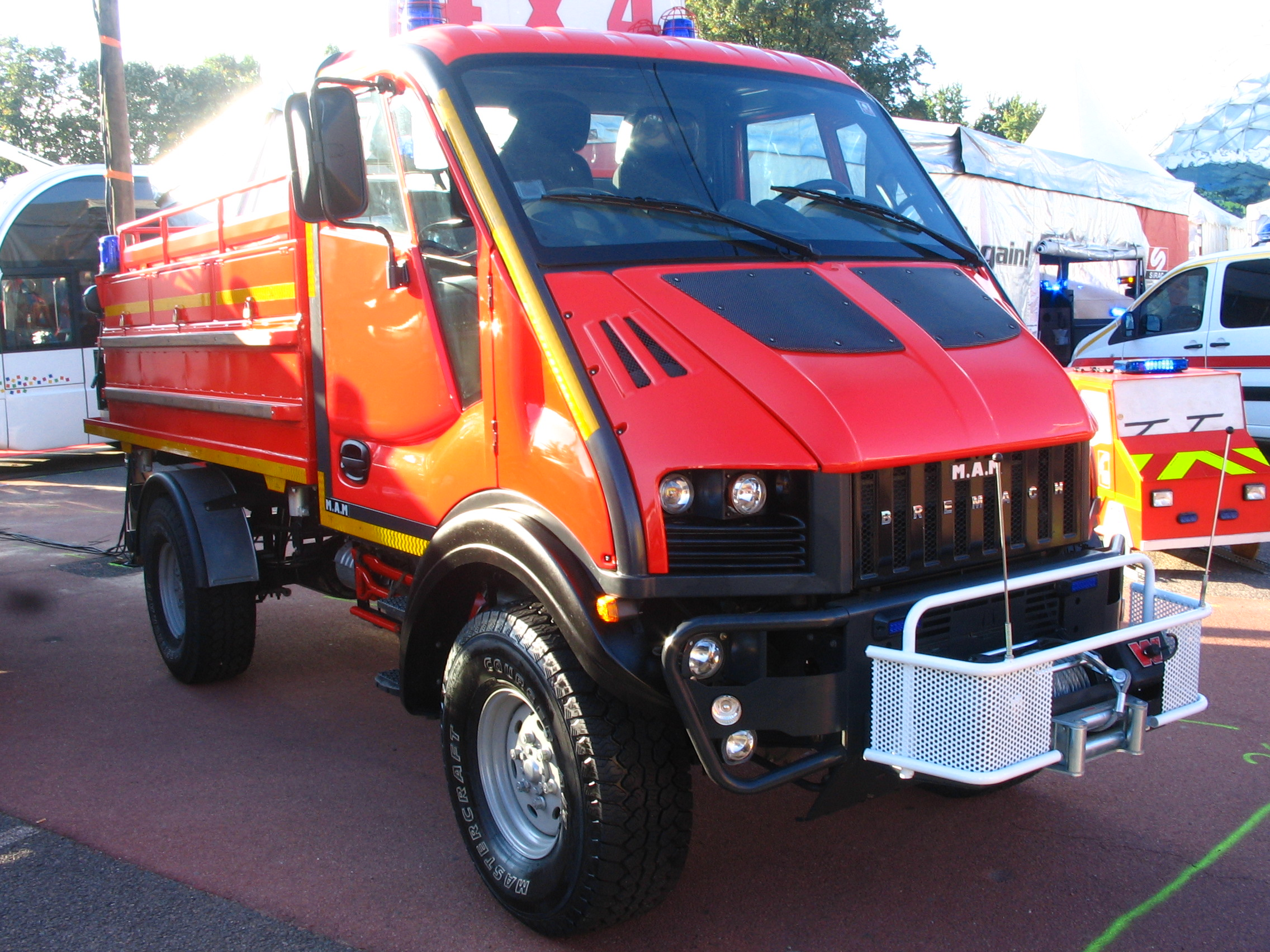
Bremach с пожарным оборудованием

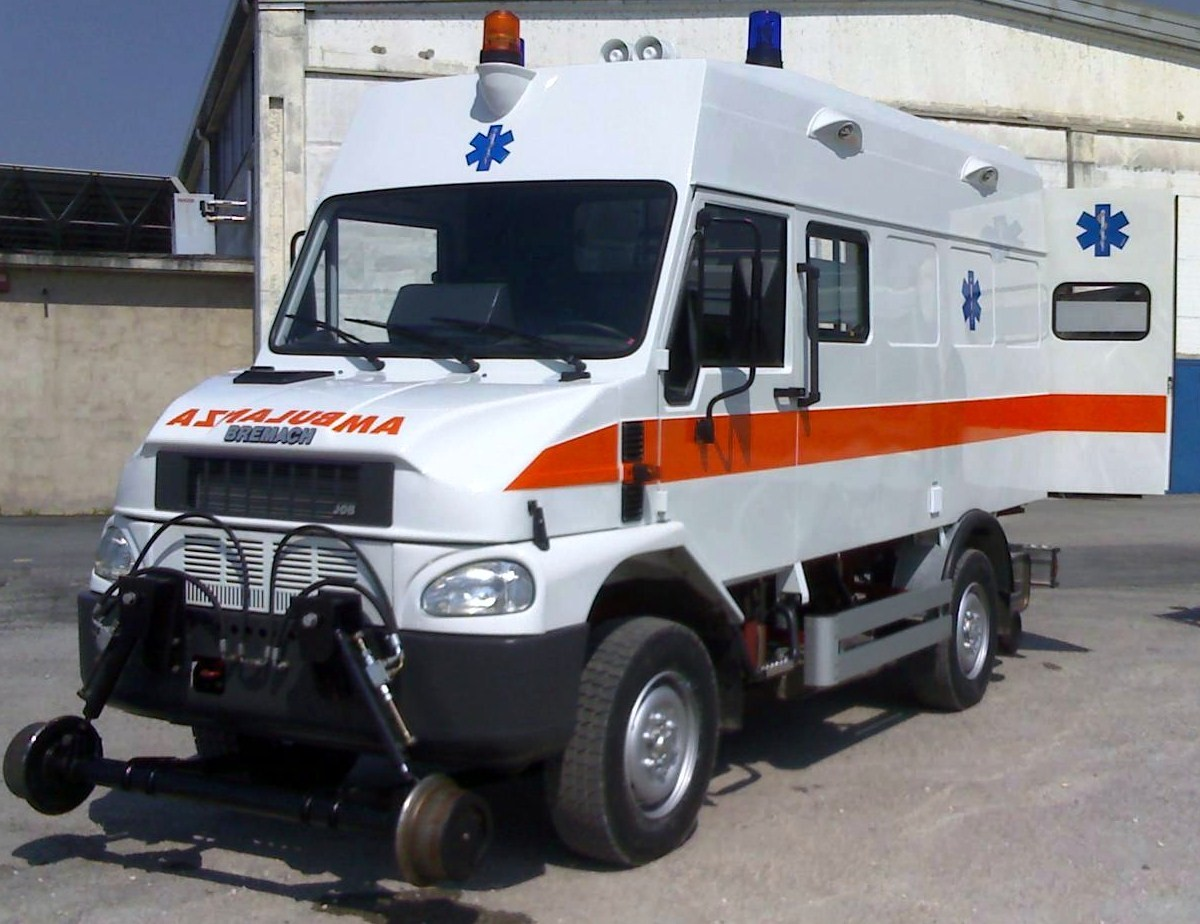
Bremach — скорая помощь

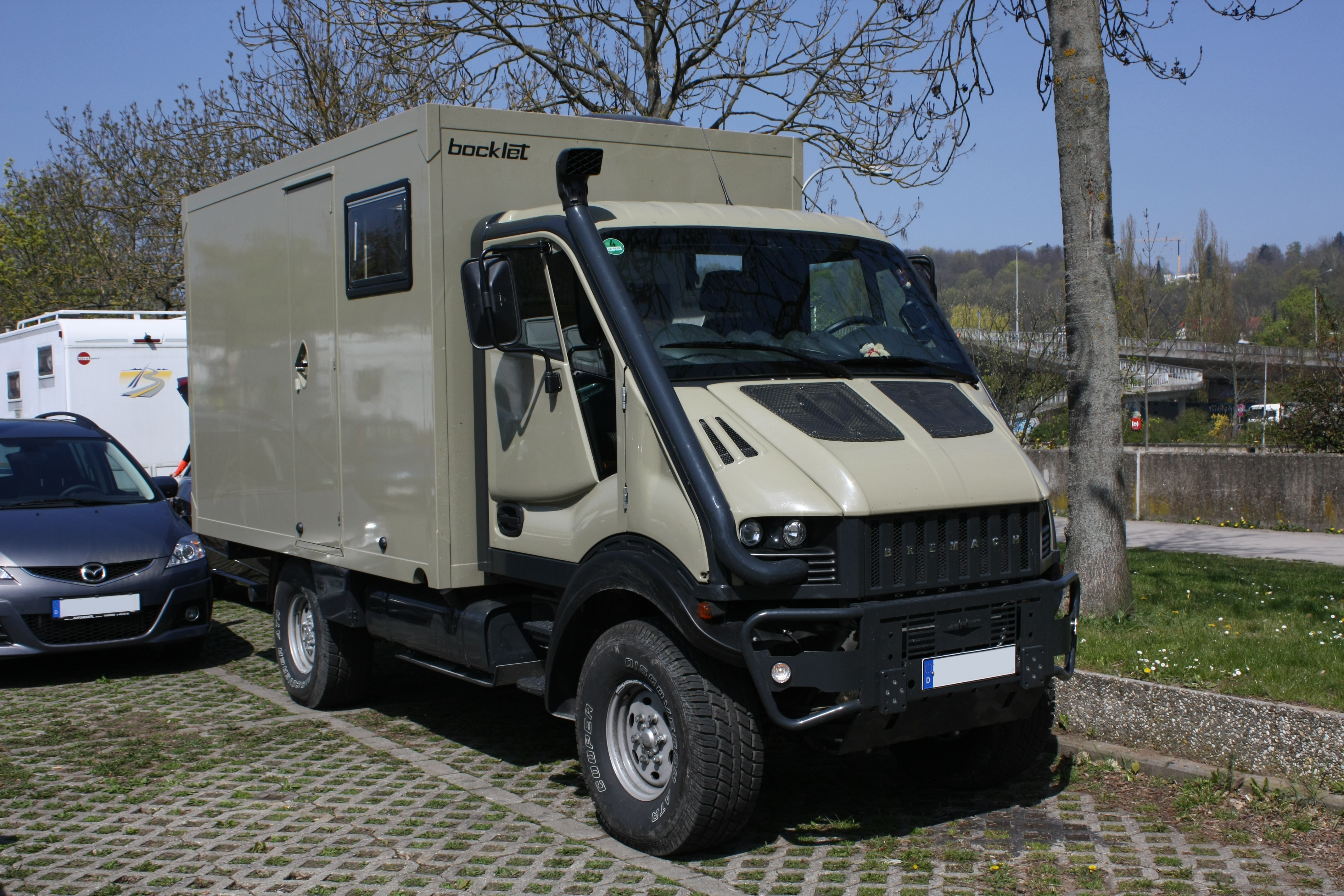
Вахтовка

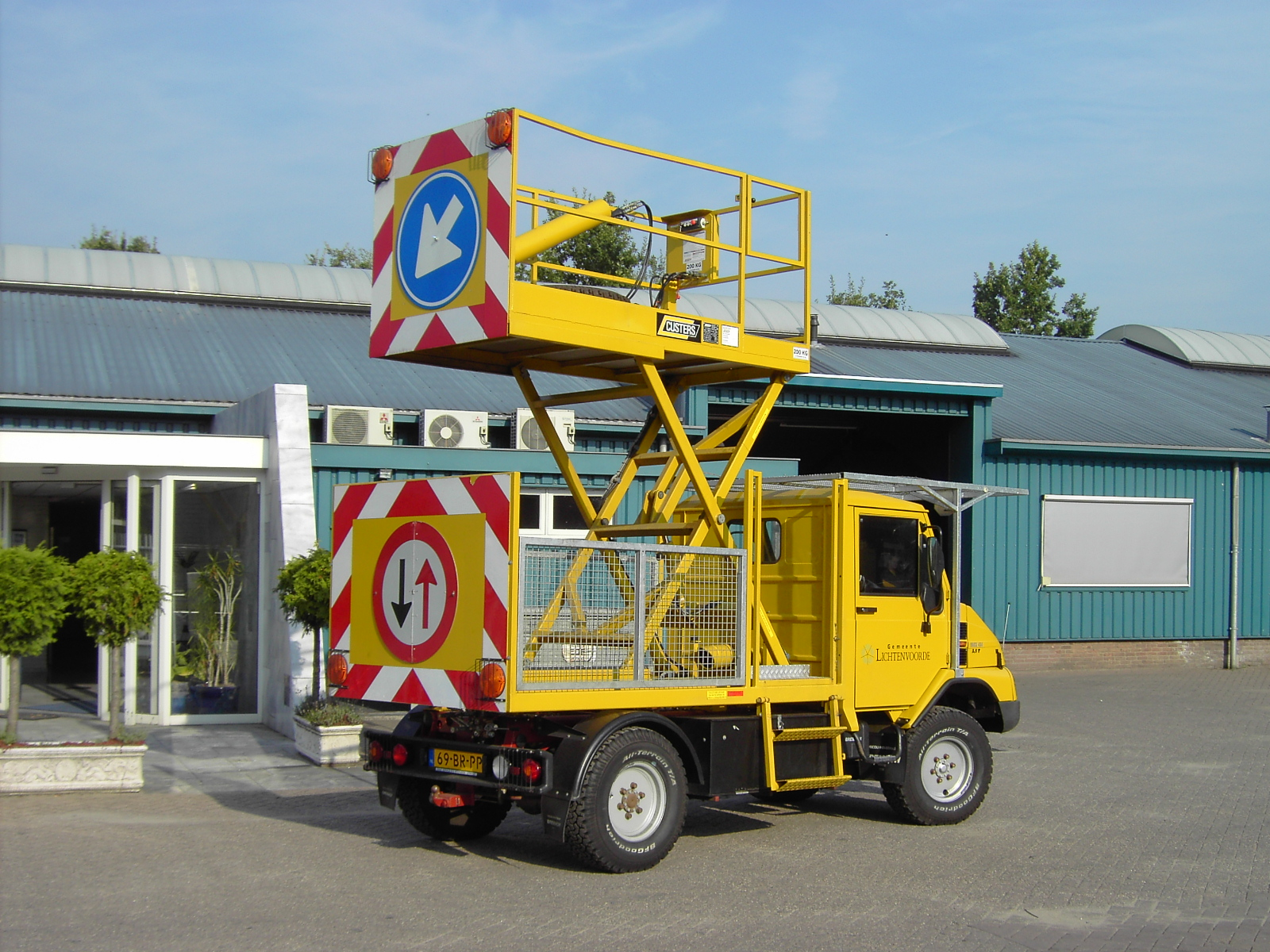
Bremach с гидравлической люлькой

- Трёхсторонний опрокидывающийся кузов
- Цистерна
- Механическая трамбовка мусора
- Кран
- Гидравлическая люлька для монтажных работ
- Платформа
- Бурильная установка

## T-REX конфигурации

### Кабина
1. Открытая (SPIDER) на 2 места.
2. Одиночная (SINGOLA) — одинарная на 2-3 места.
3. Двойная (DOPPIA) — двойная на 5-6 мест.

### Двигатель
1. IVECO FIA 2.3 л. — 116 л. с.
2. IVECO FIC 3.0 л. — 170 л. с.

### Колёсная база
1. PASSO 2600 мм
2. PASSO 3100 мм
3. PASSO 3450 мм
4. PASSO 3700 мм

### Коробка передач
1. Механическая ZF S4000 (6+1)
2. Автоматическая Allison 1000Sp (5+1)
3. Раздаточная коробка Bremach

### Другое
- Постоянный полный привод
- Полная масса автомобиля от 3500 до 6500 кг

### Фото/видео
- Фото Bremach (англ.)
- Первый тест-драйв гражданской версии Bremach T-Rex в России
- Bremach-снегоуборщик
- Bremach — пожарный автомобиль